# National Book Award
El National Book Award («Premi Nacional del Llibre») és un premi literari dels Estats Units d'Amèrica, un dels més prestigiosos en llengua anglesa. Establert el 1950, aquest guardó recompensa obres literàries publicades durant l'any anterior al de la seva concessió en diferents categories (ficció, no-ficció, poesia, literatura infantil i juvenil i traducció literària). En el passat s'han concedit premis en altres categories que en l'actualitat han desaparegut. Es premien també autors pel conjunt de la seva trajectòria amb els guardons Medal of Distinguished Contribution to American Letters i Book Award.
Els guanyadors de cada categoria són seleccionats per un jurat de cinc membres, i la seva decisió es fa pública durant una cerimònia que es realitza cada any el mes de novembre. El guanyador rep un premi de 10.000 dòlars en metàl·lic, i una escultura de cristall.

## Guanyadors del National Book Award[3][4]

### Categories actualment existents

#### Ficció
| 1950 | Nelson Algren         | The Man with the Golden Arm                    |
| 1951 | William Faulkner      | The Collected Stories of William Faulkner      |
| 1952 | James Jones           | From Here to Eternity                          |
| 1953 | Ralph Ellison         | Invisible Man                                  |
| 1954 | Saul Bellow           | The Adventures of Augie March                  |
| 1955 | William Faulkner      | A Fable                                        |
| 1956 | John O'Hara           | Ten North Frederick                            |
| 1957 | Wright Morris         | The Field of Vision                            |
| 1958 | John Cheever          | The Wapshot Chronicle                          |
| 1959 | Bernard Malamud       | The Magic Barrel                               |
| 1960 | Philip Roth           | Goodbye, Columbus                              |
| 1961 | Conrad Richter        | The Waters of Kronos                           |
| 1962 | Walker Percy          | The Moviegoer                                  |
| 1963 | J. F. Powers          | Morte D'Urban                                  |
| 1964 | John Updike           | The Centaur                                    |
| 1965 | Saul Bellow           | Herzog                                         |
| 1966 | Katherine Anne Porter | The Collected Stories of Katherine Anne Porter |
| 1967 | Bernard Malamud       | The Fixer                                      |
| 1968 | Thornton Wilder       | The Eighth Day                                 |
| 1969 | Jerzy Kosinski        | Steps                                          |
| 1970 | Joyce Carol Oates     | them                                           |
| 1971 | Saul Bellow           | Mr. Sammler's Planet                           |
| 1972 | Flannery O'Connor     | The Complete Stories of Flannery O'Connor      |
| 1973 | John Barth            | Chimera                                        |
| 1973 | John Edward Williams  | Augustus                                       |
| 1974 | Thomas Pynchon        | Gravity's Rainbow                              |
| 1974 | Isaac Bashevis Singer | A Crown of Feathers and Other Stories          |
| 1975 | Robert Stone          | Dog Soldiers                                   |
| 1975 | Thomas Williams       | The Hair of Harold Roux                        |
| 1976 | William Gaddis        | J R                                            |
| 1977 | Wallace Stegner       | The Spectator Bird                             |
| 1978 | Mary Lee Settle       | Blood Tie                                      |
| 1979 | Tim O'Brien           | Going After Cacciato                           |
| 1980 | William Styron        | Sophie's Choice                                |
| 1980 | John Irving           | The World According to Garp                    |
| 1981 | Wright Morris         | Plains Song                                    |
| 1981 | John Cheever          | The Stories of John Cheever                    |
| 1982 | John Updike           | Rabbit is Rich                                 |
| 1982 | William Maxwell       | Sota Long, See You Tomorrow                    |
| 1983 | Alice Walker          | The Color Purple                               |
| 1983 | Eudora Welty          | Collected Stories of Eudora Welty              |
| 1984 | Ellen Gilchrist       | Victory Over Japan: A Book of Stories          |
| 1985 | Don DeLillo           | White Noise                                    |
| 1986 | E. L. Doctorow        | World's Fair                                   |
| 1987 | Larry Heinemann       | Paco's Story                                   |
| 1988 | Pete Dexter           | Paris Trout                                    |
| 1989 | John Casey            | Spartina                                       |
| 1990 | Charles R. Johnson    | Middle Passage                                 |
| 1991 | Norman Rush           | Mating                                         |
| 1992 | Cormac McCarthy       | All the Pretty Horses                          |
| 1993 | E. Annie Proulx       | The Shipping News                              |
| 1994 | William Gaddis        | A Frolic of his Own                            |
| 1995 | Philip Roth           | Sabbath's Theater                              |
| 1996 | Andrea Barrett        | Ship Fever and Other Stories                   |
| 1997 | Charles Frazier       | Cold Mountain                                  |
| 1998 | Alice McDermott       | Charming Billy                                 |
| 1999 | Ha Jin                | Waiting                                        |
| 2000 | Susan Sontag          | In America                                     |
| 2001 | Jonathan Franzen      | The Corrections                                |
| 2002 | Julia Glass           | Three Junes                                    |
| 2003 | Shirley Hazzard       | The Great Fire                                 |
| 2004 | Lily Tuck             | The News from Paraguay                         |
| 2005 | William T. Vollmann   | Europe Central                                 |
| 2006 | Richard Powers        | The Echo Maker                                 |
| 2007 | Denis Johnson         | Tree of Smoke                                  |
| 2008 | Peter Matthiessen     | Shadow Country                                 |
| 2009 | Colum McCann          | Let the Great World Spin                       |
| 2010 | Jaimy Gordon          | Lord of Misrule                                |
| 2011 | Jesmyn Ward           | Salvage the Bones                              |
| 2012 | Louise Erdrich        | The Round House                                |
| 2013 | James McBride         | The Good Lord Bird                             |
| 2014 | Phil Klay             | Redeployment                                   |
| 2015 | Adam Johnson          | Fortune Smiles                                 |
| 2016 | Colson Whitehead      | The Underground Railroad                       |
| 2017 | Jesmyn Ward           | Sing, Unburied, Sing                           |
| 2018 | Sigrid Nunez          | The Friend                                     |
| 2019 | Susan Choi            | Trust Exercise                                 |
| 2020 | Charles Yu            | Interior Chinatown                             |
| 2021 | Jason Mott            | Hell of a Book                                 |
| 2022 | Tess Gunty            | The Rabbit Hutch                               |
| 2023 | Justin Torres         | Blackouts                                      |
| 2024 | Percival Everett      | James                                          |

#### No-ficció
| 1950 | Ralph L. Rusk            | The Life of Ralph Waldo Emerson                                                          |
| 1951 | Newton Arvin             | Herman Melville                                                                          |
| 1952 | Rachel Carson            | The Sea Around Us                                                                        |
| 1953 | Bernard DeVoto           | The Course of Empire                                                                     |
| 1954 | Bruce Catton             | A Stillness at Appomattox                                                                |
| 1955 | Joseph Wood Krutch       | The Measure of Man                                                                       |
| 1956 | Herbert Kubly            | An American in Italy                                                                     |
| 1957 | George F. Kennan         | Russia Leaves the War                                                                    |
| 1958 | Catherine Drinker Bowen  | The Lion and the Throne                                                                  |
| 1959 | J. Christopher Herold    | Mistress to an Age: A Life of Madame de Staël                                            |
| 1960 | Richard Ellmann          | James Joyce                                                                              |
| 1961 | William L. Shirer        | The Rise and Fall of the Third Reich                                                     |
| 1962 | Lewis Mumford            | The City in History: Its Origins, its Transformations and its Prospects                  |
| 1963 | Leon Edel                | Henry James                                                                              |
| 1969 | Norman Mailer            | The Armies of the Night                                                                  |
| 1984 | Robert V. Remini         | Andrew Jackson & the Course of American Democracy, 1833-1845                             |
| 1985 | J. Anthony Lukas         | Common Ground: A Turbulent Decade in the Lives of Three American Families                |
| 1986 | Barry Lopez              | Arctic Dreams                                                                            |
| 1987 | Richard Rhodes           | The Making of the Atomic Bomb                                                            |
| 1988 | Neil Sheehan             | A Bright Shining Lie: John Paul Vann and America in Vietnam                              |
| 1989 | Thomas L. Friedman       | From Beirut to Jerusalem                                                                 |
| 1990 | Ron Chernow              | The House of Morgan: An American Banking Dynasty and the Rise of Modern Finance          |
| 1991 | Orlando Patterson        | Freedom                                                                                  |
| 1992 | Paul Monette             | Becoming a Man: Half a Life Story                                                        |
| 1993 | Gore Vidal               | United States: Essays 1952-1992                                                          |
| 1994 | Sherwin B. Nuland        | How We Die: Reflections on Life's Final Chapter                                          |
| 1995 | Tina Rosenberg           | The Haunted Land: Facing Europe's Ghosts After Communism                                 |
| 1996 | James P. Carroll         | An American Requiem: God, My Father, and the War that Came Between Us                    |
| 1997 | Joseph J. Ellis          | American Sphinx: The Character of Thomas Jefferson                                       |
| 1998 | Edward Ball              | Slaves in the Family                                                                     |
| 1999 | John W. Dower            | Embracing Defeat: Japan in the Wake of World War II                                      |
| 2000 | Nathaniel Philbrick      | In the Heart of the Sea: The Tragedy of the Whaleship Essex                              |
| 2001 | Andrew Solomon           | The Noonday Demon: An Atles of Depression                                                |
| 2002 | Robert A. Car            | Master of the Senate: The Years of Lyndon Johnson                                        |
| 2003 | Carlos Eire              | Waiting for Snow in Havana: Confessions of a Cuban Boy                                   |
| 2004 | Kevin Boyle              | Arc of Justice: A Saga of Race, Civil Rights, and Murder in the Jazz Age                 |
| 2005 | Joan Didion              | The Year of Magical Thinking                                                             |
| 2006 | Timothy Egan             | The Worst Hard Time: The Untold Story of Those Who Survived the Great American Dust Bowl |
| 2007 | Tim Weiner               | Legacy of Ashes: The History of the CIA                                                  |
| 2009 | T. J. Stiles             | The First Tycoon                                                                         |
| 2010 | Patti Smith              | Just Kids                                                                                |
| 2011 | Stephen Greenblatt       | The Swerve: How the World Became Modern                                                  |
| 2012 | Katherine Boo            | Behind the Beautiful Forevers: Life, Death, and Hope in a Mumbai Undercity               |
| 2013 | George Packer            | The Unwinding: An Inner History of the New America                                       |
| 2014 | Evan Osnos               | Age of Ambition: Chasing Fortune, Truth, and Faith in the New China                      |
| 2015 | Ta-Nehisi Coates         | Between the World and Me                                                                 |
| 2016 | Ibram X. Kendi           | Stamped from the Beginning: The Definitive History of Racist Ideas in America            |
| 2017 | Masha Gessen             | The Future Is History: How Totalitarianism Reclaimed Russia                              |
| 2018 | Jeffrey C. Stewart       | The New Negro: The Life of Alain Locke                                                   |
| 2019 | Sarah M. Broom           | The Yellow House                                                                         |
| 2020 | Les Payne i Tamara Payne | The Dead Are Arising: The Life of Malcolm X                                              |
| 2021 | Tiya Miles               | All That She Carried: The Journey of Ashley’s Sack, a Black Family Keepsake              |
| 2022 | Imani Perry              | South to America: A Journey Below the Mason-Dixon To Understand the Soul of a Nation     |
| 2023 | Ned Blackhawk            | The Rediscovery of America: Native Peoples and the Unmaking of US History                |
| 2024 | Jason De León            | Soldiers and Kings: Survival and Hope in the World of Human Smuggling                    |

#### Poesia
| 1950 | William Carlos Williams | Paterson: Book III and Selected Poems                    |
| 1951 | Wallace Stevens         | The Auroras of Autumn                                    |
| 1952 | Marianne Moore          | Collected Poems                                          |
| 1953 | Archibald MacLeish      | Collected Poems, 1917-1952                               |
| 1954 | Conrad Aiken            | Collected Poems                                          |
| 1955 | Wallace Stevens         | The Collected Poems of Wallace Stevens                   |
| 1956 | W.H. Auden              | The Shield of Achilles                                   |
| 1957 | Richard Wilbur          | Things of This World                                     |
| 1958 | Robert Penn Warren      | Promises: Poems, 1954-1956                               |
| 1959 | Theodore Roethke        | Words for the Wind                                       |
| 1960 | Robert Lowell           | Life Studies                                             |
| 1961 | Randall Jarrell         | The Woman at the Washington Zoo                          |
| 1962 | Alan Dugan              | Poems                                                    |
| 1963 | William Stafford        | Traveling Through the Dark                               |
| 1964 | John Crowe Ransom       | Selected Poems                                           |
| 1965 | Theodore Roethke        | The Far Field                                            |
| 1966 | James Dickey            | Buckdancer's Choice                                      |
| 1967 | James Merrill           | Nights and Days                                          |
| 1968 | Robert Bly              | The Light Around the Body                                |
| 1969 | John Berryman           | His Toy, His Dream, His Rest                             |
| 1970 | Elizabeth Bishop        | The Complete Poems                                       |
| 1971 | Mona Van Duyn           | To See, To Take                                          |
| 1972 | Frank O'Hara            | The Collected Works of Frank O'Hara                      |
| 1972 | Howard Moss             | Selected Poems                                           |
| 1973 | A. R. Ammons            | Collected Poems, 1951-1971                               |
| 1974 | Allen Ginsberg          | The Fall of America: Poems of these States, 1965-1971    |
| 1974 | Adrienne Rich           | Diving into the Wreck: Poems 1971-1972                   |
| 1975 | Marilyn Hacker          | Presentation Piece                                       |
| 1976 | John Ashbery            | Self-portrait in a Convex Mirror                         |
| 1977 | Richard Eberhart        | Collected Poems, 1930-1976                               |
| 1978 | Howard Nemerov          | The Collected Poems of Howard Nemerov                    |
| 1979 | James Merrill           | Mirabell: Book of Numbers                                |
| 1980 | Philip Levine           | Ashes: Poems New and Old                                 |
| 1981 | Lisel Mueller           | The Need to Hold Still                                   |
| 1982 | William Bronk           | Life Supports: New and Collected Poems                   |
| 1983 | Galway Kinnell          | Selected Poems                                           |
| 1984 | Charles Wright          | Country Music: Selected Early Poems                      |
| 1985 | No es va concedir       |                                                          |
| 1986 | No es va concedir       |                                                          |
| 1987 | No es va concedir       |                                                          |
| 1988 | No es va concedir       |                                                          |
| 1989 | No es va concedir       |                                                          |
| 1990 | No es va concedir       |                                                          |
| 1991 | Philip Levine           | What Work Is                                             |
| 1992 | Mary Oliver             | New & Selected Poems                                     |
| 1993 | A. R. Ammons            | Garbage                                                  |
| 1994 | James Tate              | A Worshipful Company of Fletchers                        |
| 1995 | Stanley Kunitz          | Passing Through: The Later Poems                         |
| 1996 | Hayden Carruth          | Scrambled Eggs & Whiskey                                 |
| 1997 | William Meredith        | Effort at Speech: New & Selected Poems                   |
| 1998 | Gerald Stern            | This Time: New and Selected Poems                        |
| 1999 | Ai                      | Vice: New & Selected Poems                               |
| 2000 | Lucille Clifton         | Blessing the Boats: New and Selected Poems 1988-2000     |
| 2001 | Alan Dugan              | Poems Seven: New and Complete Poetry                     |
| 2002 | Ruth Stone              | In the Next Galaxy                                       |
| 2003 | C. K. Williams          | The Singing                                              |
| 2004 | Jean Valentine          | Door in the Mountain: New and Collected Poems, 1965-2003 |
| 2005 | W. S. Merwin            | Migration: New & Selected Poems                          |
| 2006 | Nathaniel Mackey        | Splay Anthem                                             |
| 2007 | Robert Hass             | Time and Materials: Poems, 1997-2005                     |
| 2008 | Mark Doty               | Fire to Fire: New and Collected Poems                    |
| 2009 | Keith Waldrop           | Transcendental Studies: A Trilogy                        |
| 2010 | Terrance Hayes          | Lighthead                                                |
| 2011 | Nikky Finney            | Head Off & Split                                         |
| 2012 | David Ferri             | Bewilderment: New Poems and Translations                 |
| 2013 | Mary Szybist            | Incarnadine                                              |
| 2014 | Louise Glück            | Faithful and Virtuous Night                              |
| 2015 | Robin Cost Lewis        | Voyage of the Sable Venus                                |
| 2016 | Daniel Borzutzky        | The Performance of Becoming Human                        |
| 2017 | Frank Bidart            | Half-light: Collected Poems 1965-2016                    |
| 2018 | Justin Phillip Reed     | Indecency                                                |
| 2019 | Arthur Sze              | Sight Lines                                              |
| 2020 | Don Mee Choi            | DMZ Colony                                               |
| 2021 | Martín Espada           | Floaters                                                 |
| 2022 | John Keene              | Punks: New & Selected Poems                              |
| 2023 | Craig Santos Perez      | from unincorporated territory [åmot]                     |
| 2024 | Lena Khalaf Tuffaha     | Something About Living                                   |

#### Literatura infantil i juvenil
| 1996 | Victor Martinez                       | Parrot in the Oven, Mi Vida                                                              |
| 1997 | Han Nolan                             | Dancing on the Edge                                                                      |
| 1998 | Louis Sachar                          | Holes                                                                                    |
| 1999 | Kimberly Willis Holt                  | When Zachary Beaver Came to Town                                                         |
| 2000 | Gloria Whelan                         | Homeless Bird                                                                            |
| 2001 | Virginia Euwer Wolff                  | True Believer                                                                            |
| 2002 | Nancy Farmer                          | The House of the Scorpion                                                                |
| 2003 | Polly Horvath                         | The Canning Season                                                                       |
| 2004 | Pete Hautman                          | Godless                                                                                  |
| 2005 | Jeanne Birdsall                       | The Penderwicks: A Summer Tale of Four Sisters, Two Rabbits, and a Very Interesting Boy  |
| 2006 | Matthew Tobin Anderson                | The Astonishing Life of Octavian Nothing, Traitor to the Nation, Volume I: The Pox Party |
| 2007 | Sherman Alexie                        | The Absolutely True Diary of a Part-Time Indian                                          |
| 2008 | Judy Blundell                         | What I Saw and How I Lied                                                                |
| 2009 | Phillip Hoose                         | Claudette Colvin: Twice Toward Justice                                                   |
| 2010 | Kathryn Erskine                       | Mockingbird                                                                              |
| 2011 | Thanhha Lai                           | Inside Out & Back Again                                                                  |
| 2012 | William Alexander                     | Goblin Secrets                                                                           |
| 2013 | Cynthia Kadohata                      | The Thing About Luck                                                                     |
| 2014 | Jacqueline Woodson                    | Brown Girl Dreaming                                                                      |
| 2015 | Neal Shusterman                       | Challenger Deep                                                                          |
| 2016 | John Lewis, Nate Powell, Andrew Aydin | March: Book Three                                                                        |
| 2017 | Robin Benway                          | Far from the Tree                                                                        |
| 2018 | Elizabeth Acevedo                     | The Poet X                                                                               |
| 2019 | Martin W. Sandler                     | 1919 The Year That Changed America                                                       |
| 2020 | Kacen Callender                       | King and the Dragonflies                                                                 |
| 2021 | Malinda Lo                            | Last Night at the Telegraph Club                                                         |
| 2022 | Sabaa Tahir                           | All My Rage                                                                              |
| 2023 | Dan Santat                            | A First Time for Everything                                                              |
| 2024 | Shifa Saltagi Safadi                  | Kareem Between                                                                           |

#### Traducció literària
| 2018 | Margaret Mitsutani   | The Emissary, de Yōko Tawada                          |
| 2019 | Ottilie Mulzet       | Baron Wenckheim’s Homecoming, de László Krasznahorkai |
| 2020 | Morgan Giles         | Tokyo Ueno Station, de Miri Yu                        |
| 2021 | Aneesa Abbas Higgins | Winter in Sokcho, d'Elisa Shua Dusapin                |
| 2022 | Megan McDowell       | Seven Empty Houses, de Samanta Schweblin              |
| 2023 | Bruna Dantas Lobato  | The Words That Remain, de Stênio Gardel               |
| 2024 | Lin King             | Taiwan Travelogue, de Yang Shuang-zi                  |